# Ikar v'tafel
Ikar v'tafel (in ebraico עיקר וטפל‎?, "primario e secondario") è un principio nella Halakhah (Legge ebraica) che governa la giusta preghiera che viene assegnata ad un dato tipo di alimento prima del suo consumo (Bavli, Berakhot 44a).

## Applicazione
Prima di consumare qualsiasi alimento o bevanda, l'ebreo deve recitare una benedizione per esprimere la sua gratitudine a Dio per il cibo; inoltre, poiché il mondo intero appartiene all'Onnipotente, lode specifica deve essere offerta a Dio prima di ricevere un beneficio (Bavli Berachot 35a).
Ci sono diverse benedizioni per diversi gruppi halachici di alimenti:
- pane
- altri prodotti di grano
- vino e succo d'uva
- frutta e noci (frutta delle piante, anche simili ad alberi, e frutta degli alberi; alcuni frutti, come le mandorle, sono come "altri alimenti")
- verdure
- tutti gli altri alimenti e bevande

Quando una persona mangia due alimenti insieme, uno dei quali è primario e l'altro è companatico, si recita solo una benedizione, come si dichiarata in Bavli Mishna Berakhot 6:7:
Mentre le leggi che disciplinano questo principio sono complesse, alcune delle sue regole di base sono semplici. Si trattano solo quei cibi consumati in forma combinata. Chi per esempio ha un biscotto e del tè deve fare due benedizioni, una per ciascuna delle cose. È quando si sta mangiando qualcosa di analogo alla torta di mele, o allo stufato di manzo o al cavolo ripieno, che sono alimenti costituiti da più parti (rispettivamente crosta e torta, carne di manzo e patate, o carne e cavoli) che si applica il principio di Ikar v'tafel.